# Johnathan Kovacevic
Pour les articles homonymes, voir Kovačević.
Johnathan Kovacevic (né le 12 juillet 1997 à Hamilton dans la province de l'Ontario au Canada) est un joueur professionnel canadien de hockey sur glace. Il évolue au poste de défenseur pour les Devils du New Jersey dans la LNH.

## Biographie

### Jeunesse
Né le 12 juillet 1997 à Hamilton dans la province de l'Ontario au Canada, Johnathan Kovacevic est le fils d'Angie et Novica Kovacevic. Sa mère est une infirmière d'origine bosniaque et son père ingénieur en informatique d'origine monténégrine. Il détient un baccalauréat en génie civil du Merrimack College (en).

### Carrière professionnelle
Kovacevic est sélectionné au troisième tour, au 74e rang par les Jets de Winnipeg, lors du repêchage d'entrée dans la LNH 2017.
Après avoir joué trois saisons pour le Collège Merrimack, il signe un contrat d'entrée de deux ans avec les Jets de Winnipeg le 17 mars 2019. Il fait ses débuts professionnels avec le Moose du Manitoba, club-école des Jets, le 19 avril 2019 et compte un but et une passe décisive contre les Wolves de Chicago. 
Le 13 août 2021, Kovacevic signe un contrat d'un an à deux volets avec les Jets. Durant la saison 2021-2022, Kovacevic est rappelé par les Jets et joue son premier match dans la LNH le 28 janvier 2022 contre les Canucks de Vancouver.

## Statistiques
Pour les significations des abréviations, voir Statistiques du hockey sur glace.

### En club
| Saison     | Équipe                | Ligue      |                   | Saison régulière  | Saison régulière  | Saison régulière  | Saison régulière  | Saison régulière  |                   | Séries éliminatoires | Séries éliminatoires | Séries éliminatoires | Séries éliminatoires | Séries éliminatoires |
| Saison     | Équipe                | Ligue      | PJ                | B                 | A                 | Pts               | Pun               | PJ                | B                 | A                    | Pts                  | Pun                  |                      |                      |
| 2014-2015  | Senators Jr. d'Ottawa | LCHJ       | 52                | 5                 | 14                | 19                | 20                | 10                | 0                 | 3                    | 3                    | 6                    |                      |                      |
| 2015-2016  | Senators Jr. d'Ottawa | LCHJ       | 21                | 2                 | 8                 | 10                | 6                 | -                 | -                 | -                    | -                    | -                    |                      |                      |
| 2015-2016  | Hawks de Hawkesbury   | LCHJ       | 30                | 6                 | 20                | 26                | 21                | 10                | 0                 | 7                    | 7                    | 10                   |                      |                      |
| 2016-2017  | Merrimack College     | HE         | 36                | 3                 | 16                | 19                | 30                | -                 | -                 | -                    | -                    | -                    |                      |                      |
| 2017-2018  | Merrimack College     | HE         | 34                | 2                 | 15                | 17                | 14                | -                 | -                 | -                    | -                    | -                    |                      |                      |
| 2018-2019  | Merrimack College     | HE         | 31                | 4                 | 14                | 18                | 14                | -                 | -                 | -                    | -                    | -                    |                      |                      |
| 2018-2019  | Moose du Manitoba     | LAH        | 1                 | 1                 | 1                 | 2                 | 2                 | -                 | -                 | -                    | -                    | -                    |                      |                      |
| 2019-2020  | Moose du Manitoba     | LAH        | 45                | 4                 | 8                 | 12                | 33                | -                 | -                 | -                    | -                    | -                    |                      |                      |
| 2020-2021  | Moose du Manitoba     | LAH        | 29                | 2                 | 12                | 14                | 23                | -                 | -                 | -                    | -                    | -                    |                      |                      |
| 2021-2022  | Moose du Manitoba     | LAH        | 62                | 11                | 19                | 30                | 45                | 5                 | 0                 | 0                    | 0                    | 2                    |                      |                      |
| 2021-2022  | Jets de Winnipeg      | LNH        | 4                 | 0                 | 0                 | 0                 | 2                 | -                 | -                 | -                    | -                    | -                    |                      |                      |
| 2022-2023  | Canadiens de Montréal | LNH        | 77                | 3                 | 12                | 15                | 39                | -                 | -                 | -                    | -                    | -                    |                      |                      |
| 2023-2024  | Canadiens de Montréal | LNH        | 62                | 6                 | 7                 | 13                | 42                | -                 | -                 | -                    | -                    | -                    |                      |                      |
| 2024-2025  | Devils du New Jersey  | LNH        | Saison en cours ? | Saison en cours ? | Saison en cours ? | Saison en cours ? | Saison en cours ? | Saison en cours ? | Saison en cours ? | Saison en cours ?    | Saison en cours ?    | Saison en cours ?    |                      |                      |
| Totaux LNH | Totaux LNH            | Totaux LNH | 143               | 9                 | 19                | 28                | 83                | -                 | -                 | -                    | -                    | -                    |                      |                      |